# 후쿠타 마이
후쿠타 마이(일본어: 福田 まい, 1998년 5월 20일 ~ )는 일본의 여자 축구 선수이다.

## 구단 경력
WE리그의 마이나비 센다이, AC 나가노 파르세이루에서 활동했다.

## 국가대표팀 경력
그녀는 2018년 FIFA U-20 여자 월드컵에 참가할 일본 U-20 국가대표팀에 발탁되었다.